# انتخابات ریاست‌جمهوری سری‌لانکا (۲۰۲۴)
انتخابات ریاست‌جمهوری سریلانکا نهمین انتخابات ریاست‌جمهوری بود و در ۲۱ سپتامبر ۲۰۲۴ برگزار شد. رانیل ویکرمسینگه، رئیس‌جمهور کنونی، مجدداً به عنوان یک نامزد مستقل نامزد شد و او را به اولین رئیس‌جمهور فعلی تبدیل کرد که پس از ماهیندا راجاپاکسا در سال ۲۰۱۵، مجدداً نامزد انتخابات شد. دیگر نامزدهای برجسته عبارتند از رهبر اپوزیسیون ساجیث پرماداسا، آنورا کومارا دیسانایاکه از NPP و نامال راجاپاکسا، پسر رئیس‌جمهور سابق ماهیندا راجاپاکسا.
این انتخابات یک رقابت سه جانبه بود. اولین شمارش آرا با کسب اکثریت هیچ نامزدی به پایان رسید. دیسانایاکه با ۴۲٫۳۱ درصد آرا اکثریت را به دست آورد و پس از آن پرماداسا با ۳۲٫۷۶ درصد آرا قرار گرفت. رئیس‌جمهور فعلی ویکرمسینگه با کسب تنها ۱۷٫۲۷ درصد آرا سوم شد. از آنجایی که هیچ نامزدی اکثریت را به دست نیاورد، دور دوم شمارش آرا برای اولین بار در تاریخ سریلانکا تحت سیستم رای‌گیری محدود آن برگزار شد. روز بعد، دیسانایاکه برنده اعلام شد و ۵۵٫۸۹٪ درصد آرا را در دور دوم به دست آورد. او در ۲۳ سپتامبر به عنوان پیروز انتخابات اعلام شد.